# Жок (танець)

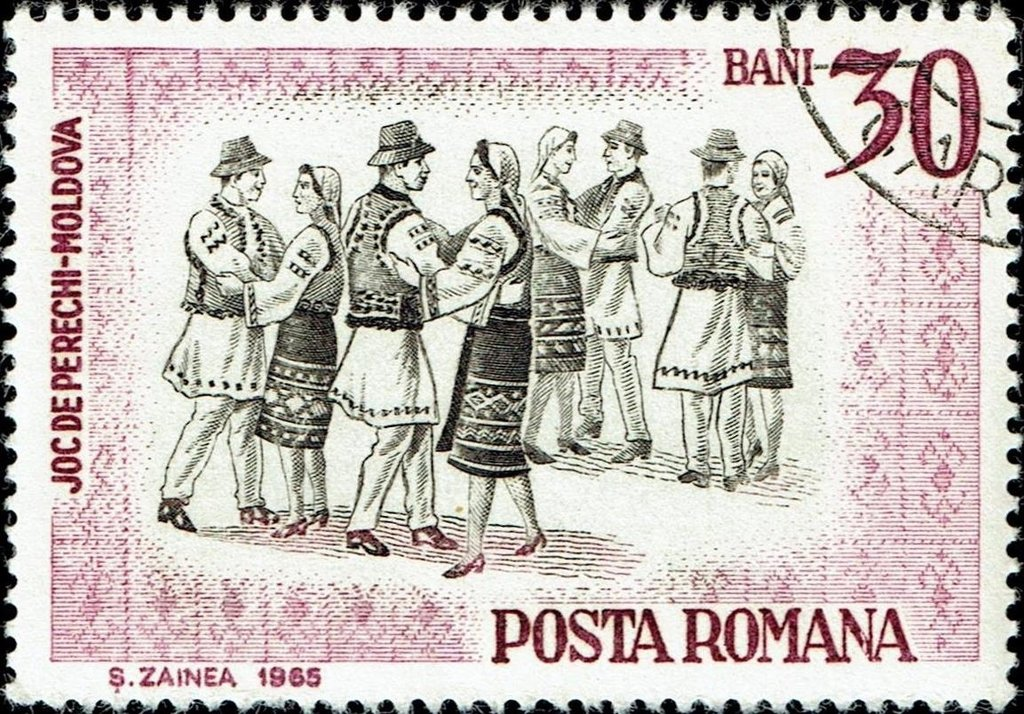
Жок (танець)

Жок (рум. joc — букв. «гра», тж. «танець, веселощі») — масовий молдовський народний танець.
Музичний розмір жоку — 2/4; рідше зустрічаються розміри 6/8 та 3/8. 
Танцювальні рухи динамічні і стрімкі. 
У різних районах Молдови жок побутує в кількох самостійних варіантах. Крім того є різновиди — жок бетринеск (рум. joc bătrînesc, танець стариків), жок-де-глуме (рум. joc de glumă, жартівливий танець) тощо.
Жоком у Молдові називається також народне гуляння.
В 1945 році було створено молдовський танцювальний (пізніше Національний академічний) ансамбль «Жок» (рум. Joc).

## Джерело
- Українська радянська енциклопедія : у 12 т. / гол. ред. М. П. Бажан ; редкол.: О. К. Антонов та ін. — 2-ге вид. — К. : Головна редакція УРЕ, 1974–1985.. Том 4., К., 1979, стор. 141

|  | Це незавершена стаття про танець. Ви можете допомогти проєкту, виправивши або дописавши її. |